# Demange-aux-Eaux
Demange-aux-Eaux era una comuna francesa que estaba situada en el departamento de Mosa, de la región de Gran Este que el 1 de enero de 2019 pasó a formar parte de la comuna nueva de Demange-Baudignécourt.

## Demografía
| Gráfica de evolución demográfica de Demange-aux-Eaux entre 1800 y 2016 |
|                                                                        |

Los datos demográficos contemplados en este gráfico de la comuna de Demange-aux-Eaux se han cogido de 1800 a 1999 de la página francesa EHESS/Cassini, y los demás datos de la página del INSEE.